# Nekrolog 1928
Nekrolog
◄◄
| ◄
| 1924
| 1925
| 1926
| 1927
| 1928 | 1929 | 1930 | 1931 | 1932 | ► | ►►
1. Quartal |
2. Quartal |
3. Quartal |
4. Quartal 
Weitere Ereignisse | Allgemeiner Nekrolog 1928
Die Beschreibung der verstorbenen Person sollte so kurz wie möglich gehalten sein und nur deren signifikante Tätigkeit(en) enthalten.
Neue Namen ggf. auch unter dem Geburts- und Sterbedatum, also etwa unter 1. Januar und im Geburts- und Sterbejahr (2024) eintragen (nur bei entsprechender großer Wichtigkeit). Für Beispiele siehe die schon vorhandenen Artikel.
Außerdem über die fünf zuletzt Verstorbenen, zu denen es einen ausreichend guten Artikel für eine Präsentation auf der Hauptseite gibt, nach der todesbedingten Überarbeitung der Artikel ggf. auch unter Wikipedia Diskussion:Hauptseite informieren und sie am besten auch in den anderen Wikipedia-Sprachversionen eintragen. Tipp: Regelmäßig bei news.google.de nach „ist tot“, „gestorben“ oder „verstorben“ suchen.
Wenn eine Person gestorben ist, gibt es viele Seiten zu dieser Person in der Wikipedia, die davon auch betroffen sind und entsprechend aktualisiert werden müssen. Beispiele: Namenübersichtsseite, Geburtsjahr, Geburtsort-Seiten und viele mehr.
Wie finde ich die betroffenen Seiten?
Im Suchfeld auf der linken Seite gibt man den Suchbegriff so ein: „Vorname Nachname“. Dann klickt man auf Volltext und alle Seiten mit entsprechendem Suchtext werden aufgerufen. Hier sieht man dann schnell, wo auch das Todesjahr Sinn macht oder sogar ein Teil des Artikels angepasst werden muss. Auch hilft das „Werkzeug“ auf der linken Seite sehr gut, um solche Seiten aufzufinden: „Links auf diese Seite“. Somit ist die Wikipedia wieder aktuell in allen Bereichen! Hinweis: bei Eintragung der Kategorie „Gestorben JAHR“ wird der Missbrauchsfilter 49 ausgelöst, was jedoch nicht schlimm ist. Siehe: Spezial:Missbrauchsfilter/49
Dies ist eine Liste von im Jahr 1928 verstorbenen bekannten Persönlichkeiten. Die Einträge erfolgen innerhalb der einzelnen Daten alphabetisch sortiert. Tiere sind im Nekrolog für Tiere zu finden.
Die Liste ist nach Quartalen aufgeteilt:
- Nekrolog 1. Quartal 1928: Januar, Februar und März
- Nekrolog 2. Quartal 1928: April, Mai und Juni
- Nekrolog 3. Quartal 1928: Juli, August und September
- Nekrolog 4. Quartal 1928: Oktober, November und Dezember

## Datum unbekannt
| Name                              | Beruf, bekannt als                                                                   | Alter |
| --------------------------------- | ------------------------------------------------------------------------------------ | ----- |
| Abdul Rahman ibn Abdallah         | Imam der Wahhabiten (1889–1891 und 1902–1928)                                        |       |
| Julius Abel                       | deutscher Komponist und Pfarrer                                                      |       |
| Édouard-Henri Avril               | französischer Künstler                                                               |       |
| Wilhelm Behncke                   | deutscher Verwaltungsbeamter                                                         |       |
| Georg Betzler                     | deutscher Politiker und Abgeordneter der Zentrumspartei im württembergischen Landtag |       |
| Richard Blezinger                 | deutscher Fossiliensammler und Apotheker                                             |       |
| Gustav Braunbeck                  | deutscher Sportler, Verleger, Sachbuchautor und Herausgeber                          |       |
| Anton Joachim Christian Bruhn     | deutscher Zimmermann und Fotograf                                                    |       |
| Peter Chrysant                    | deutscher Bäckermeister und Politiker (Zentrum), MdR                                 |       |
| Adolphe Clément                   | französischer Ingenieur, Erfinder, Industrieller                                     |       |
| Allan Joseph Champneys Cunningham | britischer Mathematiker                                                              |       |
| Émile Daeschner                   | französischer Botschafter                                                            |       |
| Wilhelm Dahlbom                   | schwedischer Maler                                                                   |       |
| Anton Eyssen                      | deutscher Architekt                                                                  |       |
| Paul Ferrier                      | französischer Librettist und Dramatiker                                              |       |
| Nikolai Fjodorowitsch Findeisen   | russischer Musikwissenschaftler und Musikschriftsteller                              | ≈60   |
| Ernst Froelich                    | deutscher Unternehmer und Politiker, MdR                                             |       |
| Robert William Genese             | irischer Mathematiker                                                                |       |
| Fritz Gerth                       | deutscher Bildhauer                                                                  |       |
| Carl Gutzwiller                   | Schweizer Bankier                                                                    |       |
| Rudolph Hauthal                   | deutscher Geologe                                                                    |       |
| Hubert Holzschneider              | deutscher Arzt und Kommunalpolitiker                                                 |       |
| Nikolai Iwanowitsch Iordanski     | sowjetischer Botschafter, Journalist und Publizist                                   |       |
| Samuel Kende                      | Kunsthändler, Auktionator und Antiquar                                               |       |
| William R. Kinney                 | US-amerikanischer Politiker                                                          |       |
| Hermann Knopf                     | deutscher Genremaler                                                                 |       |
| Eduard Knüppel                    | deutscher Verwaltungsbeamter                                                         |       |
| Emil Kopp                         | deutscher Architekt                                                                  |       |
| Thøger Larsen                     | dänischer Dichter                                                                    |       |
| Anton Lussmann                    | deutscher Bildhauer                                                                  |       |
| Fedir Lysohub                     | ukrainischer Politiker                                                               |       |
| Konstantinos Maleas               | griechischer Maler                                                                   |       |
| Ferdinand Molzer der Ältere       | österreichischer Orgelbauer                                                          |       |
| Ernst Münch                       | elsässischer Organist und Chorleiter                                                 |       |
| Peter Neuböck                     | österreichischer Bildhauer                                                           |       |
| Clementine Nielssen               | österreichische Tier- und Stilllebenmalerin                                          |       |
| Fritz Noetling                    | deutscher Geologe und Paläontologe                                                   |       |
| Paul Véronge de la Nux            | französischer Komponist                                                              |       |
| Karl Piepenbring                  | Landtagsabgeordneter                                                                 |       |
| Samuel Pineles                    | Zionist                                                                              |       |
| Josef Prošek                      | tschechischer Architekt und Geometer                                                 |       |
| Mary Ellen Richmond               | US-amerikanische Leiterin der Charity Organization Society                           |       |
| Adolf Richter                     | deutscher Politiker (DNVP), MdR                                                      |       |
| Gerassim Grigorjewitsch Romanenko | russischer Theoretiker des Terrorismus                                               |       |
| John James Sainsbury              | britischer Unternehmer                                                               |       |
| Jacques Schneider                 | französischer Industrieller, Stifter der Schneider-Trophy                            |       |
| Franz Sinnhuber                   | deutscher Arzt und Sanitätsoffizier                                                  |       |
| Hermann Soyaux                    | deutscher Botaniker und Forschungsreisender                                          |       |
| Franz Strzoda                     | deutscher Politiker (Zentrum), MdR                                                   |       |
| Gustave Téry                      | französischer Journalist und Dramatiker                                              |       |
| François Vilamitjana              | französischer Segler                                                                 |       |
| Ottomar Weber                     | deutscher Verwaltungsbeamter                                                         |       |
| Xiang Jingyu                      | chinesische Politikerin                                                              |       |
| Yin-Chang                         | chinesischer Diplomat                                                                |       |
| Friedrich Zimmermann              | deutscher Botaniker                                                                  |       |